# Елатонцев, Семён Георгиевич
Семён Георгиевич Елатонцев (3 февраля 1886—23 июля 1955) — донской казак, инженер-технолог, член Донского Войскового Круга, старшина Войскового правительства, член Объединенного и Донского правительств, казачий общественный деятель русской эмиграции.

## Биография
Родился в станице Кременской Области Войска Донского. Окончил Новочеркасское реальное училище, затем Санкт-Петербургский технологический институт.
В 1912—1913 годах работал в строительной фирме, где занимался возведением элеваторов в Оренбургской губернии.
В начале 1-й мировой войны был зачислен вольноопределяющимся в 32-й Донской казачий полк. За боевые отличия награждён 2-мя Георгиевскими крестами двух степеней, а также в 1914 году получил чин прапорщика.
4 декабря 1914 года тяжело ранен. После излечения получил статус инвалида. Был оставлен, с производством в хорунжие, в тыловой службе, где заведовал строительством лагерных бараков.
16—27 апреля 1917 года участвовал в работе войскового казачьего съезда Войска Донского. Выступил с докладом о местных органах власти, причем историки характеризуют его в это время как народного социалиста.
Многократно избирался членом Донского Войскового Круга. В сентябре 1917 года на Втором Большом войсковом Круге был избран старшиной Войскового Правительства на довыборах семи старшин «в виду сложности работы по организации управления войска и обширности его хозяйственных отраслей (земельной, лесной, горной, и других).».
В декабре 1917 года на Третьем Большом войсковом Круге избран товарищем председателя Круга П. М. Агеева от Усть-Медведицкого округа.
5 января 1918 года избран членом казачьей части Объединенного Правительства. После этого неоднократно избирался членом Донского правительства, участвовал в создании независимой Донской республики.
В правительстве был секретарем канцелярии Донского атамана, помощником управляющего отделом продовольствия, а с 5 ноября 1919 года помощником управляющего отделом торговли и промышленности.
Эвакуирован из Новороссийска в начале 1920 года на корабле «Спарта». В отставку уволен с 1 августа 1921 года.
В эмиграции какое-то время жил в Чехии. В 1921—1923 годах член Союза русских инженеров, заведующий казачьим отделом Земгора. Осенью 1923 года вместе с женой переехал в США.
25 января 1947 года в городе Лейквуде штата Нью-Джерси состоялся Общеказачий съезд. Съезд избрал правление Общеказачьего Центра, а его председателем С. Г. Елатонцева. В 1953 году в связи с болезнью С. Г. Елатонцев оставил этот пост. Одновременно с 1946 по 1953 год он был ответственным редактором «Общеказачьего Журнала» в Нью-Йорке. Он был основан как литературно-исторический орган Правления Общеказачьей станицы в штате Нью-Джерси, Фармингдейл (США). Первый номер его вышел в октябре 1946 года. Часть своих публикаций Елатонцев подписывал псевдонимом С. Г. Эльф.
Скончался от сердечной болезни 23 июля 1955 года в городе Инглиштаун, штат Нью-Джерси.

## Семья
- Жена — Лидия Петровна Антонова, казачка ст. Распопинской[9].
  - Сын — Петр (1909—?)[9]
  - Сын — Юрий (1911—?)[9]

## Публикации
- Елатонцев С. Г. Основы бытия казачества. // Общеказачий Журнал 1949.
- Елатонцев С. Г. Ответ продолжателям «Февраля». — [Нью-Йорк, 19--]. — 16 c.
- Елатонцев С. Г. «Донской атаман Пётр Николаевич Краснов (Краткий очерк жизни и деятельности)»